# 3e étape du Tour de France 1935
Pour un article plus général, voir Tour de France 1935.
La 3e étape du Tour de France 1935 s'est déroulée le samedi 6 juillet.
Les coureurs relient Charleville (Ardennes) à Metz (Moselle), au terme d'un parcours de 161 kilomètres.
L'Italien Raffaele Di Paco gagne l'étape tandis que le Belge Romain Maes conserve la tête du classement général.

## Parcours
Le départ est donné à Charleville après la signature des coureurs au Splendid-Bar, boulevard Gambetta puis le parcours traverse les communes de Sedan, Montmédy, Longuyon et Briey. L'arrivée est jugée à Metz sur le boulevard Poincarré.

## Déroulement de la course
Après les deux premières étapes éprouvantes sur les routes pavées, le peloton aborde groupé et à un rythme modéré les deux tiers de cette étape.
La première attaque survient après Pierrepont, l'Italien Remo Bertoni s'échappe à environ 50 km de l'arrivée. Après 20 km, il est repris par le peloton.
Une nouvelle échappée de trois coureurs se forme avec le Français Maurice Archambaud, le Belge  Gustave Danneels et l'Italien Raffaele Di Paco.
Raffaele Di Paco l'emporte au sprint à Metz.

## Classements

### Classement de l'étape
| \| Classement de l'étape \| Classement de l'étape \| Classement de l'étape \| Classement de l'étape \| Classement de l'étape \| \| Coureur \| Coureur \| Pays \| Équipe \| Temps \| \| --------------------- \| --------------------- \| --------------------- \| --------------------- \| --------------------- \| \| 1er \| Raffaele Di Paco \| Italie \| \| \| \| 2e \| Gustave Danneels \| Belgique \| Alcyon-Dunlop \| \| \| 3e \| Maurice Archambaud \| France \| \| \| \| 4e \| Jean Aerts \| Belgique \| Alcyon-Dunlop \| \| \| 5e \| Ambrogio Morelli \| Italie \| \| \| \| 6e \| René Le Grevès \| France \| \| \| \| 7e \| Anton Hodey \| Allemagne \| \| \| \| 8e \| Emil Kijewski \| Allemagne \| \| \| \| 9e \| François Neuville \| Belgique \| \| \| \| 10e \| Edgard De Caluwé \| Belgique \| \| \| |                    |           |               |       |
| |                    |           |               |       |
| |                    |           |               |       |
| Classement de l'étape |                    |           |               |       |
| Coureur | Coureur            | Pays      | Équipe        | Temps |
| 1er | Raffaele Di Paco   | Italie    |               |       |
| 2e | Gustave Danneels   | Belgique  | Alcyon-Dunlop |       |
| 3e | Maurice Archambaud | France    |               |       |
| 4e | Jean Aerts         | Belgique  | Alcyon-Dunlop |       |
| 5e | Ambrogio Morelli   | Italie    |               |       |
| 6e | René Le Grevès     | France    |               |       |
| 7e | Anton Hodey        | Allemagne |               |       |
| 8e | Emil Kijewski      | Allemagne |               |       |
| 9e | François Neuville  | Belgique  |               |       |
| 10e | Edgard De Caluwé   | Belgique  |               |       |

### Classement général à l'issue de l'étape
| \| Classement général \| Classement général \| Classement général \| Classement général \| Classement général \| \| Coureur \| Coureur \| Pays \| Équipe \| Temps \| \| ------------------ \| ------------------ \| ------------------ \| ------------------------- \| ------------------ \| \| 1er \| Romain Maes \| Belgique \| Alcyon-Dunlop \| \| \| 2e \| Charles Pélissier \| France \| Génial Lucifer-Hutchinson \| \| \| 3e \| Edgard De Caluwé \| Belgique \| \| \| \| 4e \| Antonin Magne \| France \| France-Sport-Dunlop \| \| \| 5e \| Georges Speicher \| France \| \| \| \| 6e \| René Bernard \| France \| \| \| \| 7e \| Sylvère Maes \| Belgique \| \| \| \| 8e \| Jules Merviel \| France \| \| \| \| 9e \| René Le Grevès \| France \| \| \| \| 10e \| Eugenio Gestri \| Italie \| \| \| |                   |          |                           |       |
| |                   |          |                           |       |
| |                   |          |                           |       |
| Classement général |                   |          |                           |       |
| Coureur | Coureur           | Pays     | Équipe                    | Temps |
| 1er | Romain Maes       | Belgique | Alcyon-Dunlop             |       |
| 2e | Charles Pélissier | France   | Génial Lucifer-Hutchinson |       |
| 3e | Edgard De Caluwé  | Belgique |                           |       |
| 4e | Antonin Magne     | France   | France-Sport-Dunlop       |       |
| 5e | Georges Speicher  | France   |                           |       |
| 6e | René Bernard      | France   |                           |       |
| 7e | Sylvère Maes      | Belgique |                           |       |
| 8e | Jules Merviel     | France   |                           |       |
| 9e | René Le Grevès    | France   |                           |       |
| 10e | Eugenio Gestri    | Italie   |                           |       |

### Challenge international
| Classement par équipes | Classement par équipes | Classement par équipes | Classement par équipes |
| Équipe                 | Équipe                 | Pays                   | Temps                  |
| ---------------------- | ---------------------- | ---------------------- | ---------------------- |
| 1re                    | Belgique               | Belgique               |                        |
| 2e                     | France                 | France                 |                        |
| 3e                     | Italie                 | Italie                 |                        |
| 4e                     | Allemagne              | Allemagne              |                        |
| 5e                     | Espagne                | Espagne                |                        |